# Катонавале, Лаисениа
Лаисениа Катонавале (фидж. Laisenia Katonawale), также известный как Лаисениа Като (фидж. Laisenia Kato; 14 ноября 1966, Саунака — 13 января 2019, Сидней) — фиджийский регбист, выступавший на позиции фланкера.

## Биография
Выступал за команду деревни Саунака, с которой выиграл несколько турниров в стране, и за команду округа Нанди, с которой выиграл турнир округов Фиджи (так называемый Кубок Фэйрбразера — Салливана) в 1991 году. Играл на позициях левого и правого фланкеров. В 1987 году был вызван в сборную мира, став первым уроженцем деревни Саунака в её составе. 
За сборную Фиджи дебютировал 8 июня 1991 года матчем против Тонги на Суве. Участник чемпионата мира 1991 года, сыграл два матча на турнире. Последнюю игру провёл 8 октября 1991 года в Гренобле против Франции, всего сыграл 4 встречи. Позже играл за команду округа Сува и за австралийский клуб «Бикрофт» из Сиднея, в 1997 году получил приз Пола Уортона как один из лучших игроков команды в сезоне. После завершения карьеры работал в австралийском филиале компании Foxconn.
Скончался 13 января 2019 года в Сиднее. Оставил жену и троих детей, один из которых — Песели — стал регбистом и игроком команды округа Нанди.